# Olds Peak
Der Olds Peak ist ein 1480 m hoher Berg in der antarktischen Ross Dependency. Im Königin-Maud-Gebirge ragt er 10 km nordöstlich des Mount Kenney im südlichen Teil der Longhorn Spurs auf.
Das Advisory Committee on Antarctic Names benannte ihn nach Commander Corwin Anson Olds (1925–2018), der an unterstützenden Aktivitäten der United States Navy bei der Operation Deep Freeze des Jahres 1964 beteiligt war.